# Амфіболізація
Амфіболіза́ція (рос. амфиболизация, англ. amphibolization, нім. Amphibolisation) — перетворення піроксенів та інш. мінералів вивержених порід в амфіболи; процес заміщення амфіболами раніш утворених мінералів магматичних порід.
Процесам амфіболізації найчастіше піддаються піроксени, внаслідок чого піроксенові породи часто перетворюються в амфіболові. При амфіболізації піроксену і плагіоклазу утворюється звичайна рогова обманка з підвищеним вмістом глинозему.
Типові продукти амфіболізації — амфіболіти, які відносяться до метаморфічних порід.